# Volný čas

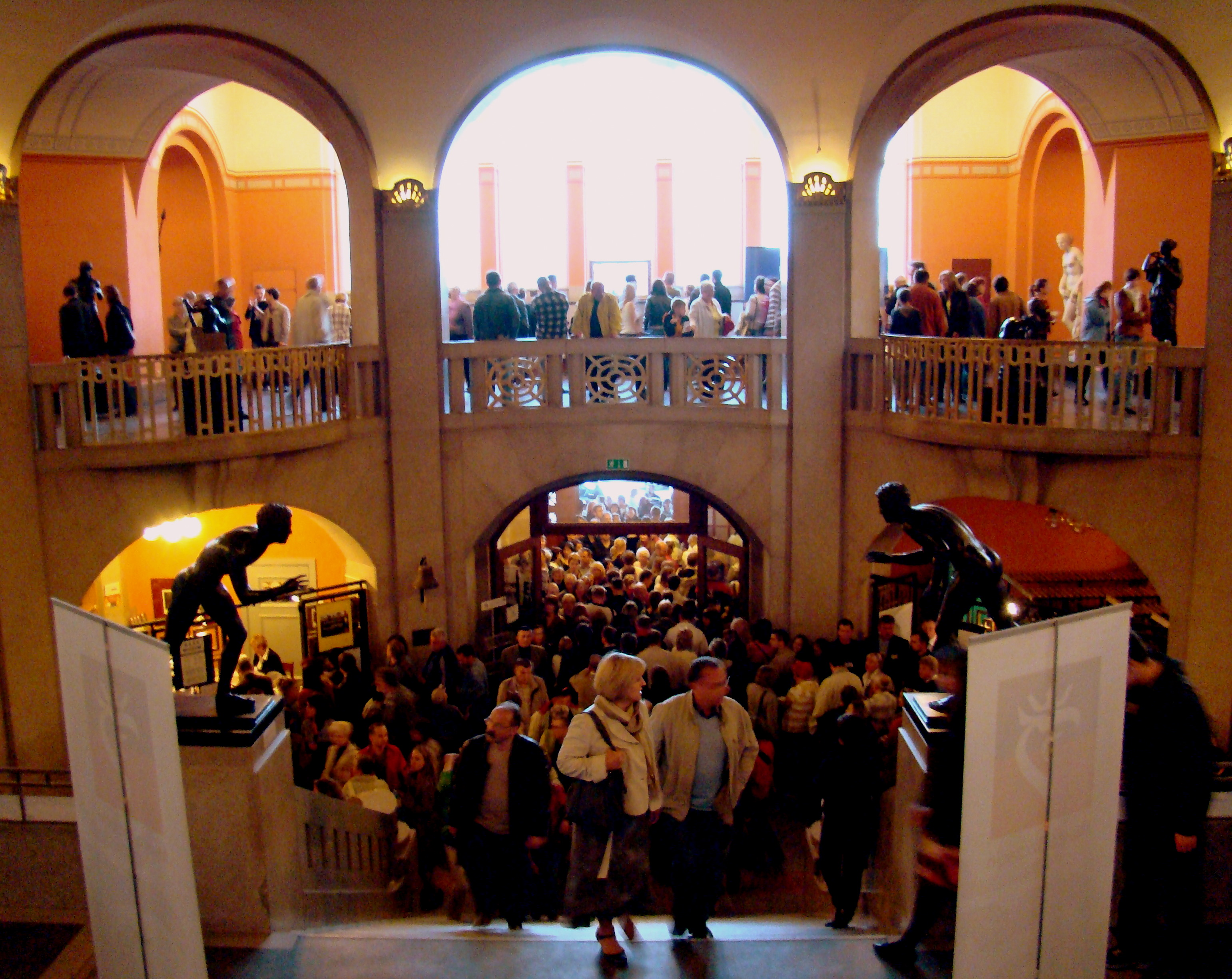
Muzejní noc - kulturní činnost ve večerních hodinách (Štětín, Polsko)

Volný čas je definován velkým množstvím odborníků, jejichž názory se určitým způsobem prolínají a překrývají, ale do jisté míry se i odlišují. 

### Shrnutí
Volný čas lze v souhrnu definovat jako dobu, časový prostor, v němž jedinec v ideálním případě nemá žádné povinnosti vůči sobě ani druhým lidem a v němž se pouze na základě svého vlastního svobodného rozhodnutí věnuje vybraným činnostem. Tyto činnosti ho baví, přinášejí mu radost a upokojení a nejsou zdrojem trvalých obav či pocitů úzkosti.

## Historie
První vymezení volného času pochází z období starověkého Řecka a to filosofem Aristotelem, který chápe volný čas jako čas na rozumování, čtení veršů, setkávání se s přáteli a poslouchání hudby, nemá nic společného s lenošením a nicneděláním.
„Ve středověku byl volný čas vnímán jako časový úsek, který je věnován rozjímání a modlitbám, ale také různým zábavám, hrám a tancům.“ (Hodaň, Dohnal, 2005, 53). V době renesance bylo množství volného času minimalizováno, byla preferována práce a zahálka (volný čas) neměla v tehdejší společnosti svůj význam.
Karel Marx „chápe volný čas jako sféru lidské svobody, svobodného rozhodování a svobodné činnosti. Práci charakterizuje jako říši nutnosti, volný čas jako říši svobody“.
Významný francouzský sociolog volného času Joffre Dumazedier říká, že „volný čas představuje jen určitou část mimopracovní doby, do které dále patří osobní potřeby a povinnosti – biologické potřeby (strava, hygiena, spánek) a povinnosti rodinné (vaření, úklid, nákup, péče o děti).“ V. Spousta (1996) „chápe volný čas jako zbytkový, který zbývá po splnění všech povinností – pracovních, studijních, rodinných i po uspokojení všech fyziologických potřeb.“ M. Pásková a J. Zelenka (2002) „považují za volný čas ten, kde lidé nevykonávají činnosti pod tlakem pracovních závazků či rodinného systému.“ Obecně je potom volný čas definován jako „čas, v němž člověk nevykonává činnost pod tlakem závazků plynoucích ze společenské dělby práce, nebo z nutnosti zachování biofyziologického či rodinného systému“ (Velký sociologický slovník, 156).

## Souvislosti
Adjektivum "volnočasový" se může vztahovat např. k aktivitám - tzv. volnočasové (u dětí podobně i "mimoškolní") aktivity, které jsou konány z vlastní vůle, nebo ke stylu oblečení - "volnočasové oblečení" (někdy též "domácí"), zcela neformální a velmi pohodlné, někdy vázané na pobyt v soukromí, jindy (podle kontextu) i společensky akceptované na veřejnosti, vč. i některých kulturních akcí, kde není vyžadován společenský oděv (typicky např. open air hudební festivaly).